# Radwell (Hertfordshire)
Radwell – wieś w Anglii, w hrabstwie Hertfordshire, w dystrykcie North Hertfordshire. Leży 29 km na północ od miasta Hertford i 59 km na północ od centrum Londynu. Miejscowość liczy 106 mieszkańców.